# معابد بزرگ لیوینگ چولا
معابد بزرگ لیوینگ چولا، یک مجموعه میراث جهانی یونسکو برای گروهی از معبد هندو دودمان چولا در هند تامیل نادو است. در اوایل قرن یازدهم و دوازدهم میلادی، این بناهای تاریخی شامل نیایشگاه بریهادیسوارار در تانجاوور، معبد گانگایکوندا چولاپورام و معبد ایراواتسوارا در داراسورام است. معبد بریادیسوارا در سال ۱۹۸۷ شناخته شد. معبد گانگایکوندا چولاپورام و معبد ایراواتسوارا در سال ۲۰۰۴ به سایت اضافه شدند.

## محل
معبد بریادیسوارا در شهر تانجاوور، در حدود ۳۵۰ کیلومتر (۲۲۰ مایل) جنوب غربی چنای و معبد گانگایکوندا چولاپورام و معبد ایراواتسوارا حدود ۷۰ کیلومتر (۴۳ مایل) و ۴۰ کیلومتر (۲۵ مایل) به ترتیب به شمال شرقی آن قرار دارند. شهر تانجاوور به شبکه راه‌آهن هند، خدمات اتوبوس تامیل نادو و بزرگراه‌های ملی ۶۷، ۴۵C، ۲۲۶ و ۲۲۶ متصل می‌شود.
این مکان دارای فرودگاه نزدیک انجمن بین‌المللی حمل‌ونقل هوایی است که سرویس هوایی معمولی ندارد. نزدیکترین فرودگاه با خدمات منظم فرودگاه تیروچیراپالی، حدود ۵۵ کیلومتر (۳۴ مایل) سایت واقع است.

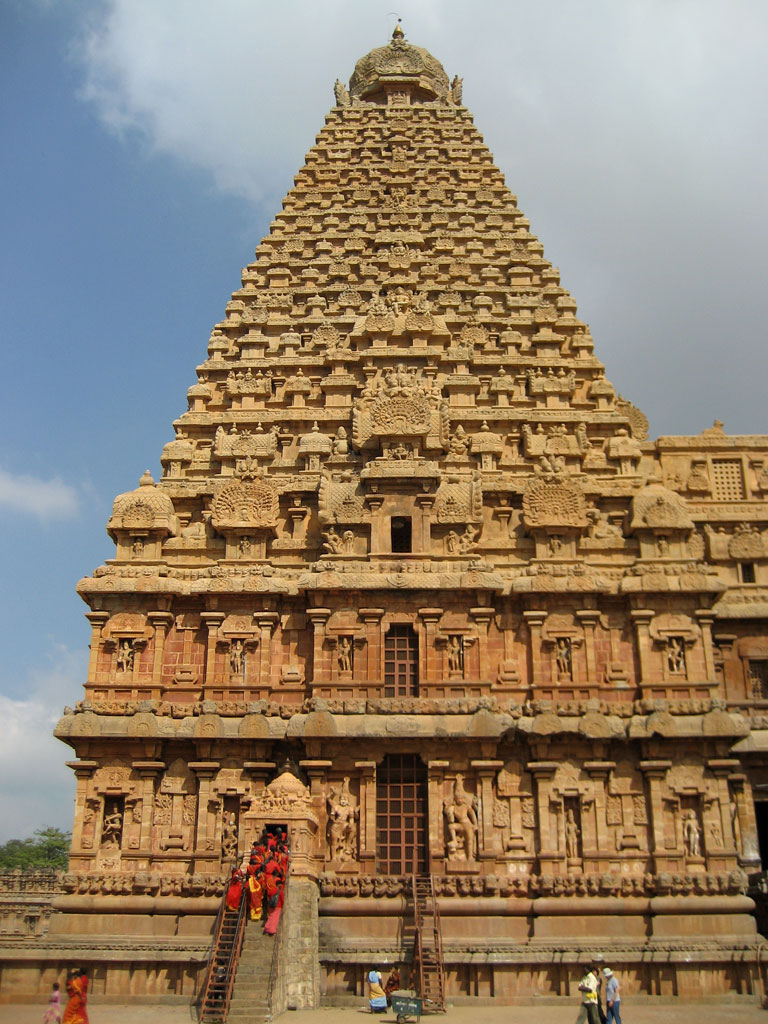
گوپورام گرانیتی گوپورام نیایشگاه بریهادیسوارار ، ۱۰۱۰ م.
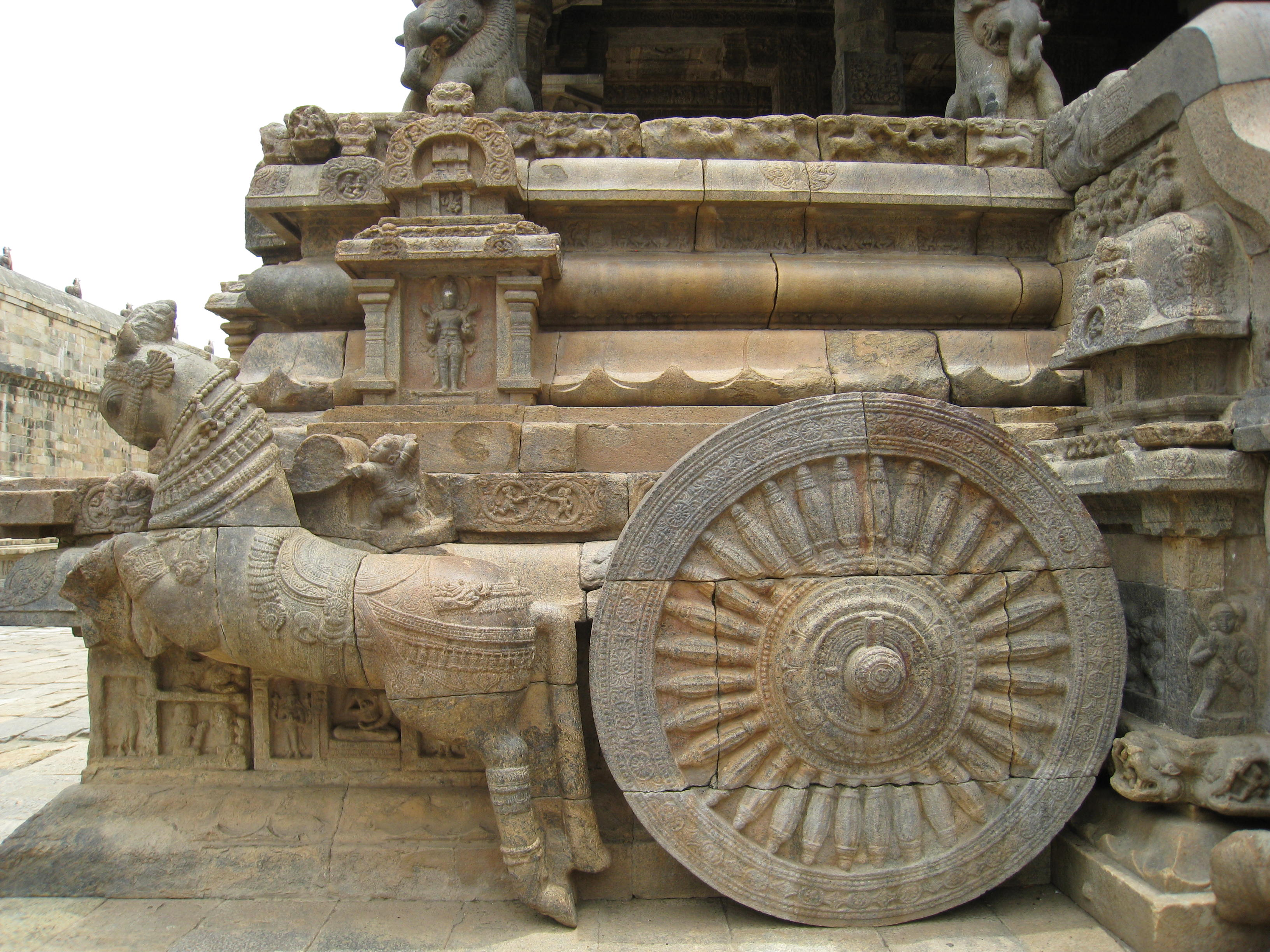
جزئیات ارابه در معبد ایراواتسوارا  .
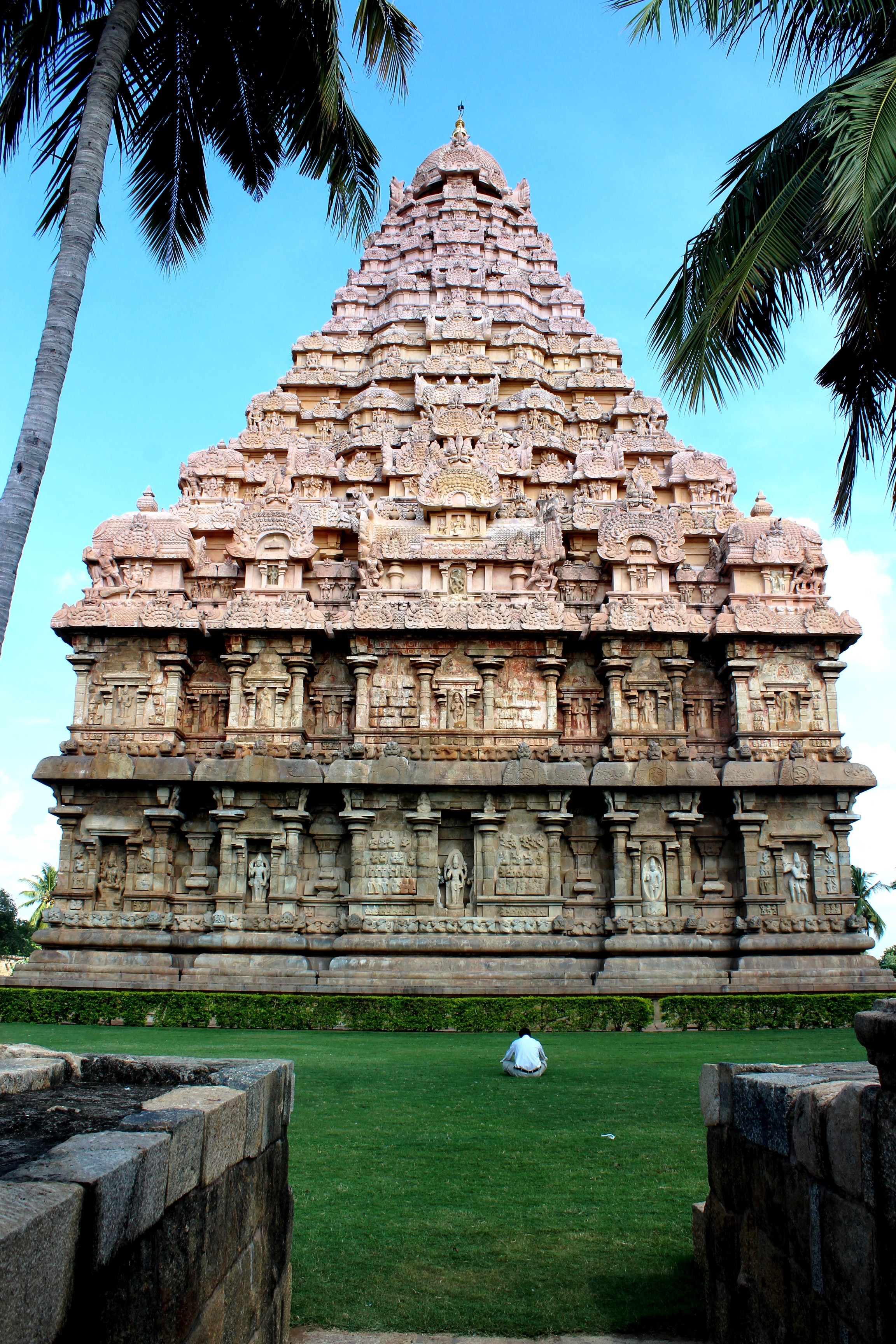
بنای هرمی بالاتر از پناهگاه در معبد بریادیسوارا .
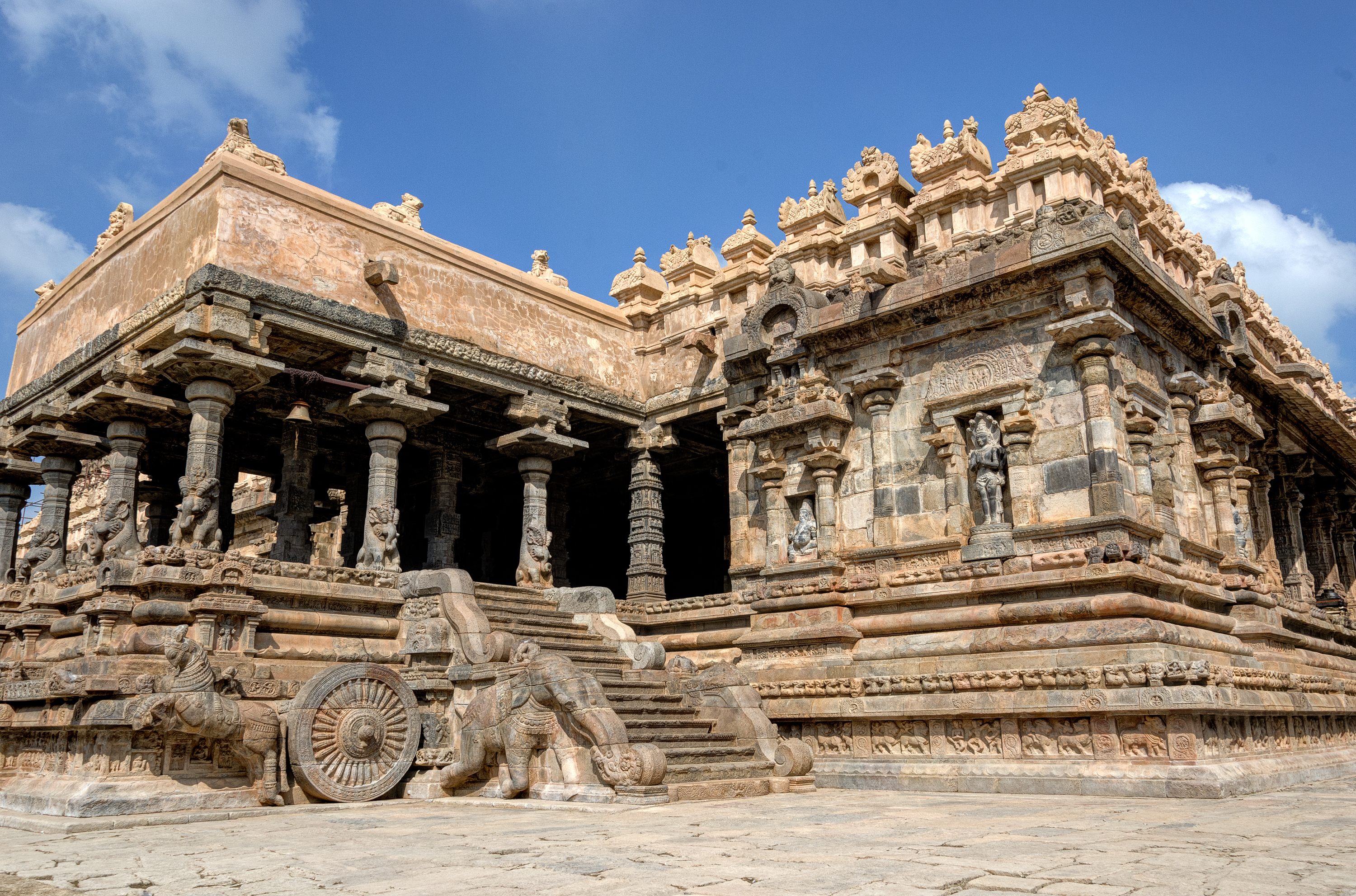
معبد ایراواتسوارا  ساخته شده توسط راجندرا چولا دوم در قرن دوازدهم میلادی.
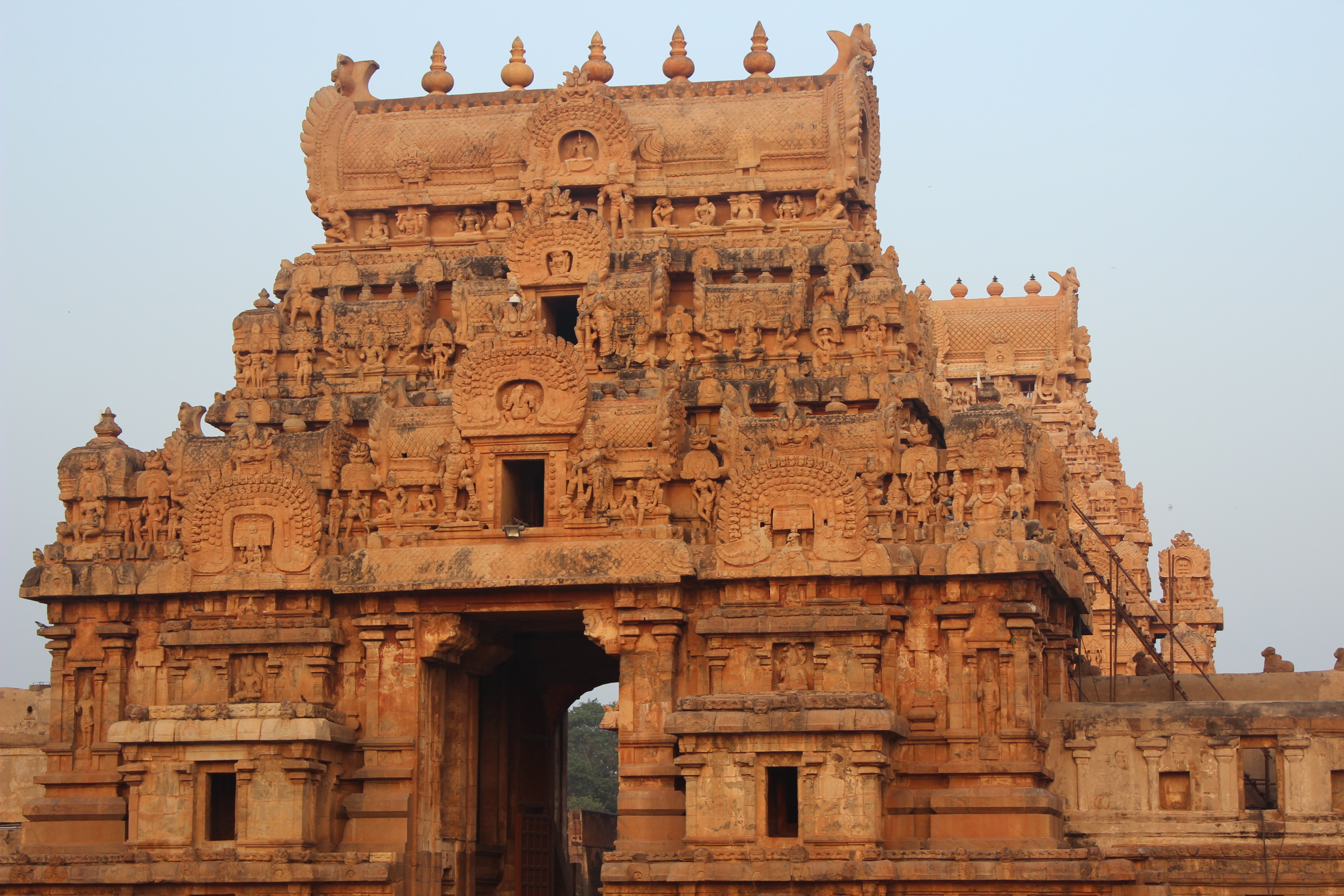
ورودی معبد بریادیسوارا گوپورامس در تانجاوور .

## معبد گانگایکوندا چولاپورام
معبد گانگایکوندا چولاپورام بریادیسوارا یک معبد هندو است که در گانگایکوندا چولاپورام حدود ۷۰ کیلومتر (۴۳ مایل) از معبد تانجاور بریادیسوارا قرار دارد. در سال ۱۰۳۵ میلادی توسط راجندرا چولا یکم به عنوان بخشی از پایتخت جدید وی تکمیل شده‌ است، این معبد از لحاظ طراحی مشابه به دوران سلسله چولا است و دارای اسم مشابه قرن یازدهم است، و گاهی اوقات فقط معبد گانگایکوندا چولاپورام نامیده می‌شود.  

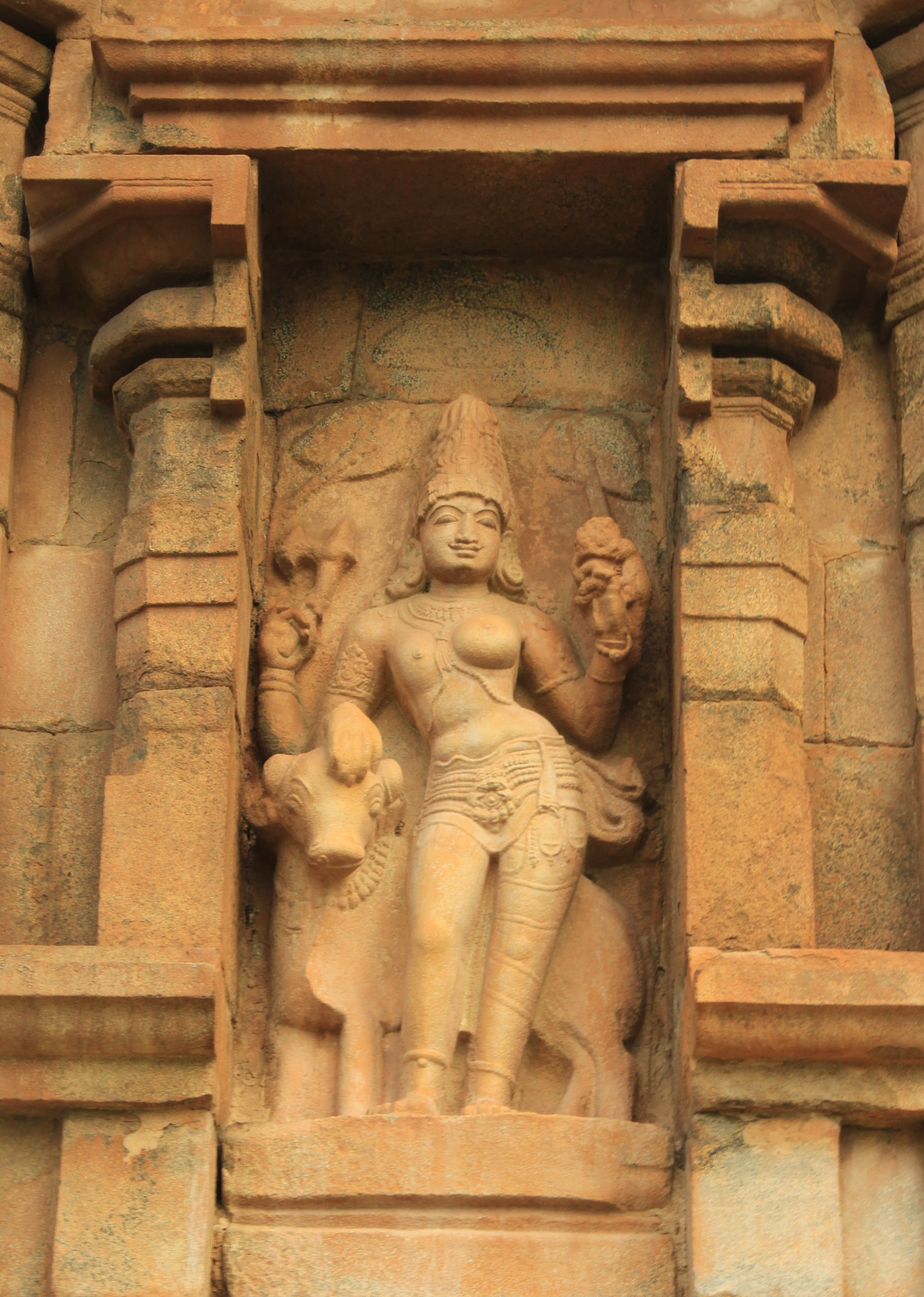
Ardhanarishvara - نیمی از Shiva ، نیمی از Parvati - مجسمه در گانگایکوندا چولاپورام.
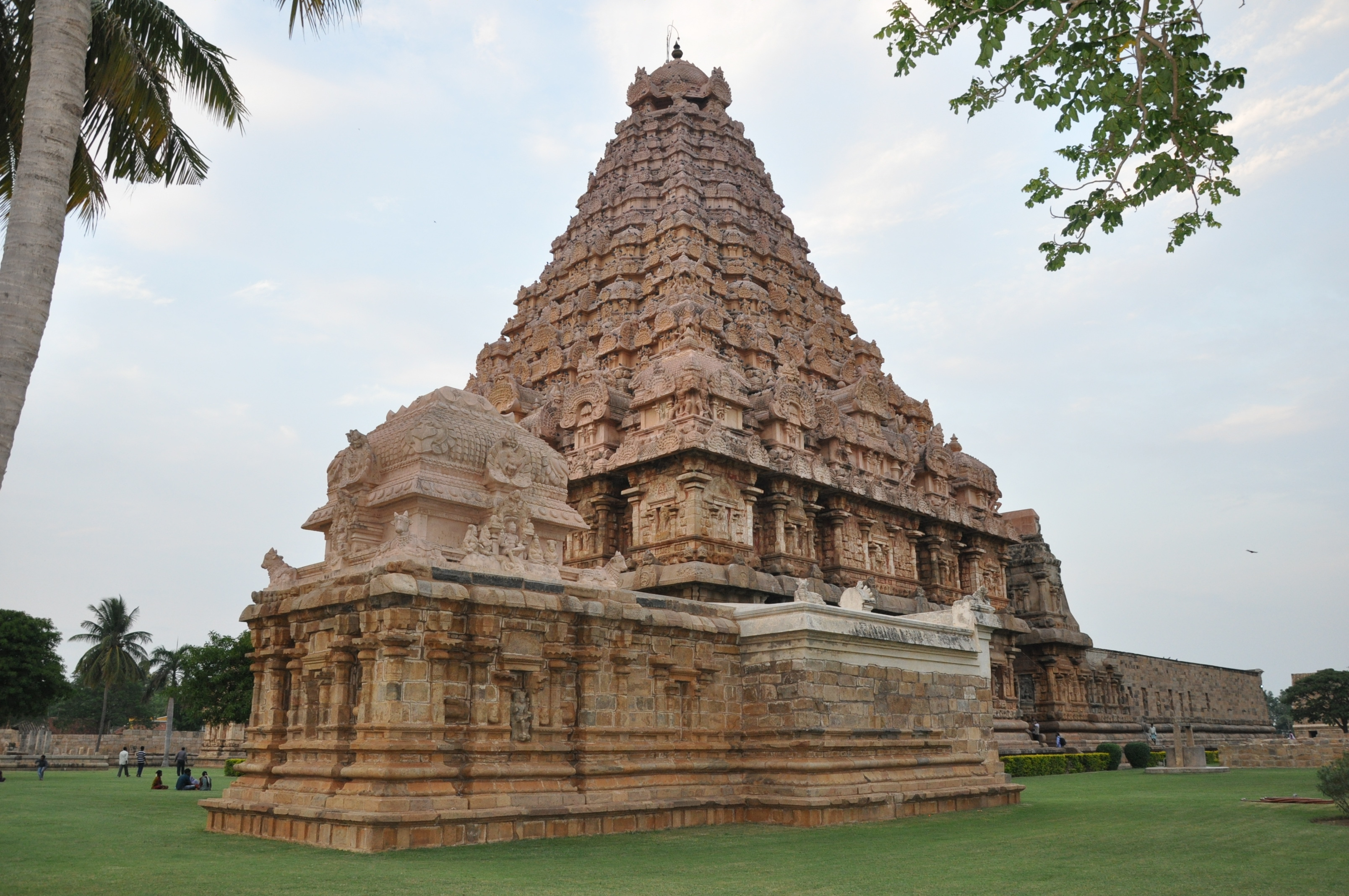
زیارتگاه گانشه با معبد اصلی شیوا.
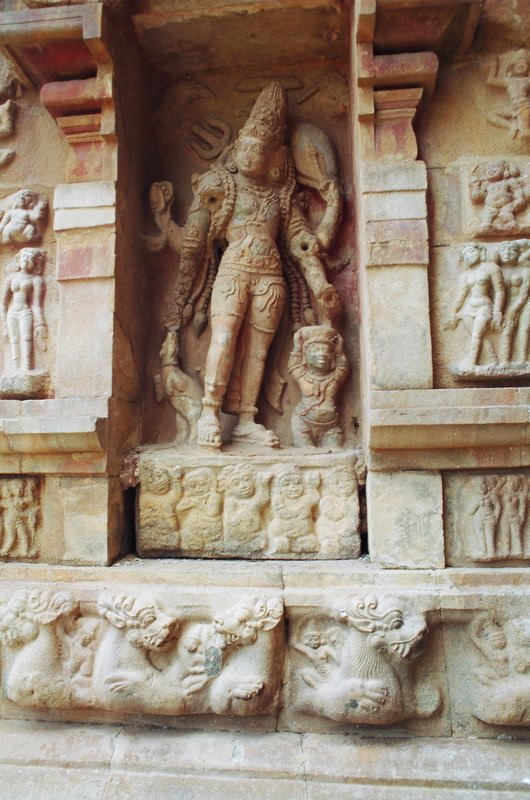
مجسمه سنگی در گانگایکوندا چولاپورام.